# 堀田茜
堀田 茜（ほった あかね、1992年10月26日 - ）は日本の女性ファッションモデル、女優、タレント。『CanCam』（小学館）元専属モデル。トップコート所属。東京都出身。

## 略歴
2009年、第12回全日本国民的美少女コンテストの本選出場をきっかけにオスカープロモーションに所属。
2011年、立教大学文学部フランス文学専攻に入学。2012年、夏頃から本格的に芸能活動を開始。同大学のミスキャンパスに出場し、11月4日のコンテスト本番にて「準ミス立教」「ミスすっぴん美人」に選ばれる。
2013年1月、『Ole!アルディージャ』（テレビ埼玉）のメインMCに就任。4月、「ZIP!」（日本テレビ）にZIP!ファミリーとしてレギュラー出演。11月、『CanCam』（小学館）1月号に初登場。
2014年2月、『CanCam』のCMに抜擢される。専属モデル以外がCMに出演するのは初めてで、極めて異例のことであった。2014年3月、『CanCam』5月号で初表紙（山本美月との共演）。この号から同誌専属モデルとなる。4月、『ZIP!』での担当コーナーが増加、それまでの「流行ニュース Boomers」に加え、新たに「チューモーク!」（不定期）、「なーるほどマスカレッジ」（水曜日）、「これから予報Coming Soon」（金曜日）も担当。2015年3月、番組を降板。2015年3月、同大学卒業。5月24日放送回より『世界の果てまでイッテQ!』（日本テレビ）の「出川ガールズ」として不定期出演するようになり、体を張ったパフォーマンスが話題となる。また、同年11月に出演した『ロンドンハーツ』（テレビ朝日）で“歌ヘタ”が発覚したが、それが親しみやすいキャラとして受け入れられ、定期的に番組に出演するようになる。
2019年公開の『ダウト〜嘘つきオトコは誰?〜』で映画初主演。2020年8月31日付でオスカープロモーションを退所し、同年9月1日、トップコートへ移籍。同年10月23日発売の12月号をもって『CanCam』専属モデルを卒業。
2023年、『私と夫と夫の彼氏』で、地上波連続ドラマ単独初主演。「（交際中の）一般男性と結婚した」と自分のInstagramへ2024年4月26日に投稿している。

## 人物
- 母親は元モデル[5]。
- 神奈川県のカリタス学園に幼稚園から高校まで通い、ダンス部に所属してPerfumeが好きで、学園祭ではチアダンスをしていた。
- 大学時代にはアルバイトの面接で『世界ふしぎ発見！』のミステリーハンターになりたい夢を語っていた[18]。
- CanCamの副編集長と対面した際にはかつての看板モデルだった蛯原友里の写真を前に「このずばぬけた笑顔を目指しなさい」と“後継者指名”を受けた[5]。
- 趣味はダンス（ジャズ・ヒップホップ）、フランス語[19]。

## 出演

### テレビ番組

#### スポーツ番組
- Ole!アルディージャ（2013年1月 - 12月、テレビ埼玉） - メインMC
- UEFAチャンピオンズリーグハイライト（2015年9月 - 、スカパー!） - アシスタント
- スポーツLIVE High FIVE!!（2017年4月2日 - 、CBCテレビ） - アシスタント（ハイファイブガール）

#### バラエティ番組
- ZIP!（2013年4月 - 2015年3月、日本テレビ） - ZIP!ファミリー（レギュラー）
- しくじり先生 俺みたいになるな!!（2014年10月30日・11月13日他、テレビ朝日） - 準レギュラー
- 志村座（2014年10月29日 - 11月26日・2015年1月7日・2月18日 - 2月25日・4月14日、フジテレビ） - 居酒屋の店員 役（レギュラー）
- 世界の果てまでイッテQ!（2015年5月24日・2016年2月21日・7月7日・12月25日・2017年7月9日・10月15日、日本テレビ） - 準レギュラー（不定期）[9][10]
- ゴマンゾク（2017年12月、フジテレビ） - レギュラー

#### ドキュメンタリー
- イッピン 「カラフル!きらめく漆器〜福島 会津塗〜」（2017年9月、NHK BSプレミアム）
- ナポレオン紀行 世界遺産を訪ねて〜パリ・シャンパーニュの旅〜（2019年11月24日、BS朝日） - 旅人
- 探検! 博物館ワンダーランド（2021年6月11日、NHK BSプレミアム）

### テレビドラマ
- 4夜連続ドラマスペシャル『恋の合宿免許っ!』（2014年12月22日 - 25日、フジテレビ） - 秋山千里 役
- 遺産争族（2015年10月22日 - 12月17日、テレビ朝日） - 南リエ 役[20]
- 松本清張ドラマスペシャル 黒い樹海（2016年3月13日、テレビ朝日） - 三ッ川沙織 役
- ノンママ白書（2016年8月 - 9月、東海テレビ・フジテレビ） - 山田月 役[21]
- 家政夫のミタゾノ（2016年10月 - 12月、テレビ朝日） - 有沢春希 役
- 感情8号線 第1・5・6話（2017年1月15日・2月12日・19日、フジテレビTWO） - 麻夕 役[22][注 3]
- 増山超能力師事務所 第11話（2017年3月16日、日本テレビ） - 藤宮亜澄 役[23]
- デッドストック〜未知への挑戦〜 第6話（2017年8月26日、テレビ東京） - 安西うめ 役[24]
- 重要参考人探偵（2017年10月20日 - 12月8日、テレビ朝日） - 牧太真希子 役[25]
- トドメの接吻（2018年1月7日 - 3月11日、日本テレビ） - 森菜緒 役[26]
- 3年A組-今から皆さんは、人質です-（2019年1月6日 - 3月10日、日本テレビ） - 森崎瑞希 役[27]
- 疑惑（2019年2月3日、テレビ朝日） - 大木暁子 役[28]
- 10の秘密（2020年1月14日 - 3月17日、フジテレビ） - 那須葵 役
- ピーナッツバターサンドウィッチ（2020年4月3日 - 5月22日、毎日放送，tvk,他） - 片桐沙代 役[29]
- 白日の鴉2（2020年5月10日、テレビ朝日） - 町田ミカコ 役
- 異世界居酒屋「のぶ」 （WOWOWプライム） - ヘルミーナ 役
  - Season1（2020年5月16日 - 7月17日）[30]
  - Season2（2022年5月27日 - 7月29日）[31]
  - Season3（2023年1月13日 - 3月17日）[32]
- 江戸モアゼル〜令和で恋、いたしんす。〜 第2話（2021年1月14日、読売テレビ・日本テレビ） - 高津綾子 役
- ラブコメの掟〜こじらせ女子と年下男子〜 第4話 - 最終話（2021年4月29日 - 6月24日、テレビ東京） - 立花エリカ 役[33]
- ラブファントム 第7話（2021年6月25日 、毎日放送） - 平万由子 役[34]
- 八月は夜のバッティングセンターで。 第1話・第2話（2021年7月8日・7月15日、テレビ東京） - 天野佳苗 役[35]
- アバランチ（2021年10月18日 - 12月20日、カンテレ・フジテレビ系） - 福本優美 役
- 婚活探偵 第1話（2022年1月8日、BSテレ東） - 水原菜々子 役[36]
- 恋と友情のあいだで「里奈Ver.」（2022年3月21日 - 、フジテレビTWO・フジテレビTWOsmart・FOD・フジテレビ(2022年10月25日 - 12月20日）/ 「廉Ver.」（2022年3月、ひかりTV）・フジテレビ（2023年2月7日 - 3月14日） - 主演・相沢里奈 役[注 4][37]
- インビジブル（2022年4月15日 - 6月17日、TBS） - 五十嵐夏樹 役[38][39]
- 勝利の法廷式 第5話（2023年5月11日、読売テレビ・日本テレビ） - 橋垣紗世 役[40]
- ギフテッド Season1 第2話（2023年8月19日、フジテレビ） - 林秘美子 役[41]
- 好きなオトコと別れたい（2024年4月4日 - 6月20日、テレビ東京） - 主演・白石郁子 役[42]
- 花咲舞が黙ってない 第3シリーズ 第6話（2024年5月18日、日本テレビ） - 谷原奈保子役
- あのクズを殴ってやりたいんだ（2024年10月8日 - 12月10日、TBS） - 志乃 役[43]
- D&D〜医者と刑事の捜査線〜 第4話（2024年11月8日、テレビ東京） - 長沢美乃里 役[44]
- まどか26歳、研修医やってます!（2025年1月14日 - 3月18日、TBS） - 遠山瑞希 役[45]
- 問題物件 第4話（2025年2月5日、フジテレビ） - 稲垣紗綾 役[46]
- イグナイト -法の無法者- 第8話（2025年6月6日、TBS） - 住菜々子 役[47]
- 浅草ラスボスおばあちゃん（2025年7月5日 - 、東海テレビ・フジテレビ） - 森野礼 役[48]

### 配信ドラマ
- ドクターY〜外科医・加地秀樹〜（2017年9月26日 -  10月31日、auビデオパス・Amazon Prime Video・テレ朝動画） - 四谷佳矢子 役[49]
- 恋と友情のあいだで Special（2023年3月14日、FOD）[50] - 相沢里奈 役[注 4][37]
- 私と夫と夫の彼氏（2023年3月28日・4月11日[注 5]、Paravi） - 主演・仲道美咲  役
- トークサバイバー!ラスト・オブ・ラフ（2024年9月3日、Netflix）[52]

### 映画
- CONFLICT 〜最大の抗争〜（2016年5月28日） - ヒロイン・遠山凪 役[53]
- 不能犯（2018年2月1日） - 西冴子 役[54]
- ダウト〜嘘つきオトコは誰?〜（2019年10月4日） - 主演・桜井香菜 役[12]
- アパレル・デザイナー（2020年1月10日） - 加世田京子 役[55]
- キスカム!〜COME ON,KISS ME AGAIN!〜（2020年9月4日[注 6]） - 月村サヤ 役[57]
- 妖怪人間ベラ（2020年9月11日） - 新田鮎美 役[58]
- 見える子ちゃん（2025年6月6日） - 荒井先生 役[59]
- この夏の星を見る（2025年7月4日） - 花井うみか 役[60]

### 舞台
- AOI Pro.コント公演「混頓 vol.4」（2024年8月9日 - 11日、TOKYO FM HALL）[61]
- 朗読劇「461個の弁当は、親父と息子の男の約束。」2025（2025年5月13日 - 18日、よみうり大手町ホール / 5月31日・6月1日、COOL JAPAN PARK OSAKA TTホール） ※映像出演[62]

### ラジオ
- 「堀田茜　ひとり女子会」（2014年6月1日 - 22日、MBSラジオ）[注 7]
- SONAR MUSIC（2018年2月26日、2020年5月28日、2020年6月18日、J-WAVE）※週替わりゲストDJとして担当[63][64][65]
- InterFM897 SPECIAL DAY「謝音祭」（2020年7月24日、InterFM）※井手大介と共にDJを担当[66]。
- ENEOS FOR OUR EARTH -ONE BY ONE-（2020年10月 - 、J-WAVE・JFL系列）[67][68]
- J-WAVE HOLIDAY SPECIAL
  - EXPERIENCE THE FUTURE（2021年2月23日、J-WAVE）
  - THANKS TO ALL（2022年11月23日、J-WAVE）

### ウェブテレビ
- 安室奈美恵ファッション総選挙　FASHION MOVIE BEST 50（2018年9月9日、AbemaTV）[69]
- 私たち結婚しました（2021年7月9日 - 、AbemaTV）[70]

### CM・広告
- コージー本舗 アイトーク（2012年）
- 大塚製薬 SOYJOY 「WORKING LIFE」篇（2013年）
- CanCam 「脱ぐ季節」篇（2014年4月号 - 、小学館）
- 都営交通PR誌『ふれあいの窓』※月刊発行[71]（2017年5月号 No.265 - ）[72]
- UQコミュニケーションズ「UQ mobile」（2016年3月 - ）[73][74]
- ジョンソン・エンド・ジョンソン「ワンデーリフレアビジュー」（2016年[11] - ）[75]
- アドベンチャー「skyticket」（2016年）[76]
- 佐藤製薬 リングルアイビーα200
  - 「撮影現場」篇（2017年9月15日 - ）[77]
  - 「雑誌の中から」篇（2018年10月1日 - ） [78]
  - 「女子の不安」篇（2019年10月1日 - ） [79]
  - 「新パッケージ」篇（2021年3月1日 - ） [80]
- 花王「ケープONE」（2018年9月 - ）[81]
- ポッカサッポロフード＆ビバレッジ「Risorante（リゾランテ）」（2019年3月 - ）[82]
- ABCマート
  - 「NUOVO ストレッチブーツ」（2019年10月 - ）[83]
  - 「NUOVO ♯MAKE UP ME」（2020年1月 - ）
- 霧島酒造「霧島」（2021年7月 - ）[84]
- アース製薬「温泡」
  - 「ONPOでOFFろう」篇（2024年10月 - ）[85]

### カタログ
- IMAGE春夏号、冬号、真冬号（2014年）
- CECIL McBEE（2014年）
- KOSE「PRECIOUS BEAUTY」（2014年）
- きものやまと（2013年）
- rienda（2018年[86]・2019年[87]）

### ショー
- Girls Award2014S/S（2014年10月1日）
- a-nationcollection CanCam stage（2014年8月14日）
- SHIZUOKA COLLECTION 2015 Autumn/Winter（2015年9月19日、グランシップ）
- 神戸コレクション 2018 SPRING / SUMMER（2018年3月3日、ワールド記念ホール） - 「EYE OF THE YEAR」モデル部門受賞[88]
- FASHION DANCE NIGHT（2018年4月14日、ディファ有明）[89]

### イベント
- R25×デ・オウ（ロート製薬）トークイベント（2014年6月19日）
- CanCam×宝くじ（みずほ銀行）トークイベント（2014年8月31日）
- AGESTOCK in 早稲田祭久住小春と2名でトークイベント（2014年11月1日）

### ミュージック・ビデオ
- Nissy「DANCE DANCE DANCE」（2015年6月3日）[90]
- EXILE THE SECOND「Summer Lover（Another Music Video）」（2017年8月11日）
- TANAKA ALICE「Miss Summer」（2019年7月9日）[91]
- THE KEBABS「オーロラソース」（2020年2月26日）[92]

## 書籍

### 雑誌連載
- CanCam（2014年3月22日 - 2020年10月23日 、小学館）専属モデル
- CanCam（2013年11月22日 、小学館）
- 週刊サッカーダイジェスト〜僕と私のLove Football〜（2012年10月23日、日本スポーツ企画出版社）
- JJ（2012年8月23日、光文社）
- &D（2013年6月17日、小学館）
- 美的（2013年、小学館）
- 東京カレンダー（2014年7月20日、東京カレンダー）

### カバーモデル
- お嬢様・綾小路美優さんのヒミツ!（2014年3月25日、小学館エンジェル文庫）